# Genocidal Humanoidz
Singles de System of a Down
Lonely Day (2006)
Clip vidéo
(en) [vidéo] systemofadown, « System Of A Down - Genocidal Humanoidz (Official Video) », sur YouTube, 30 janvier 2021 (consulté le 2 février 2021).
Genocidal Humanoidz est une chanson du groupe de metal alternatif américain System of a Down, sortie le 6 novembre 2020. Le morceau, écrit et composé par le guitariste principal Daron Malakian au cours d'une jam session avec le bassiste Shavo Odadjian et le batteur John Dolmayan quelques années avant sa sortie, a été réalisé en face B d'un double-single avec le titre Protect the Land. La réalisation du double-single marque le retour du groupe en studio 15 ans après la sortie de l'album Hypnotize, en novembre 2005.
Genocidal Humanoidz, qui est une chanson engagée et anti-guerre, s'inscrit dans le contexte des conflits et tensions militaires dans le Haut-Karabagh et évoque le génocide arménien ainsi que la lutte contre le diable. La sortie du double-single a permis de collecter 600 000 $, somme qui a été reversée à l'Armenia Fund (en) et qui est destinée à soutenir les populations civiles arméniennes touchées par la guerre survenue dans le Haut-Karabagh en septembre 2020.
Ce nouveau titre B-side, à l'atmosphère black metal, aux riffs acérés, aux paroles métaphoriques et dont la mélodie des couplets est écrite dans la même veine que celle de la chanson Holy Mountains, a fait l'objet, à sa réception, de critiques plutôt positives.
Genocidal Humanoidz s'est classé, en novembre et décembre 2020, respectivement en secondes et cinquième places des ventes aux hits-parades du Billboard Hard Rock Digital Song, Hot Hard Rock Digital Songs et Alternative Songs, aux États-Unis, ainsi qu'à la 27e place des ventes dans le Top Singles & Titres, en France.
Le vidéoclip du morceau, révélé en avant-première lors d'un concert caritatif en livestreaming le 30 janvier 2021, a été co-dirigée par Shavo Odadjian et présente des séquences de film animé en noir et blanc ainsi que des scènes montrant le groupe de heavy metal en live.

## Contexte et réalisation de la chanson

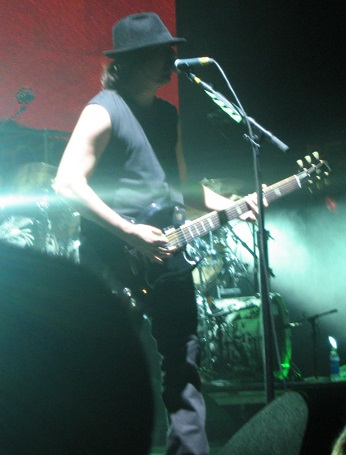
Daron Malakian auteur-compositeur de Genocidal Humanoidz.

Dans la seconde moitié des années 2010, en 2016 ou 2017, au cours d'une session d'improvisation exécutée entre Daron Malakian, Shavo Odadjian et John Dolmayan, le guitariste principal de System compose et écrit les paroles de Genocidal Humanoidz, un morceau aux influences punk hardcore et speed metal qui évoque le combat contre le diable,,. À l'époque, d'autres morceaux avaient été enregistrés par les trois membres du groupe de Metal alternatif et devaient faire l'objet d'un nouvel album, mais le projet n'avait pas pu aboutir, Serj Tankian, le chanteur principal (en), n'ayant pas eu le désir de s'investir dans la réalisation d'un nouvel opus,,.

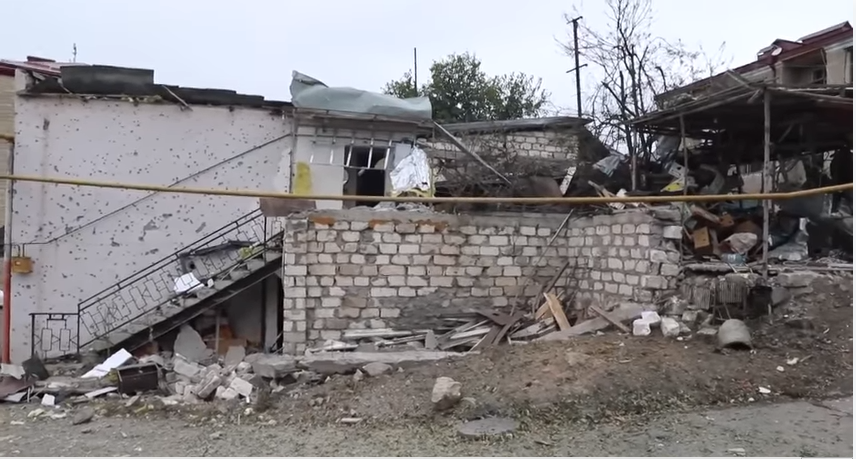
Arrêt sur image de bâtiments détruits à Stepanakert après un bombardement et filmés le 04 octobre 2020 durant la guerre au Haut-Karabagh.

À la fin du mois de septembre 2020, après qu'une nouvelle guerre ait éclaté entre l'Arménie, l'Artsakh et l'Azerbaïdjan dans la région contestée du Haut-Karabakh, les membres du groupe commencent à utiliser leurs plates-formes pour sensibiliser à la question,.
Le dimanche 4 octobre, John Dolmayan, le batteur, après avoir suivi les dernières nouvelles concernant la guerre dans le Haut-Karabagh et les dommages que subissent les populations arméniennes dans ce pays, prend l'initiative de contacter les trois autres membres de System of a Down pour qu'ils se réunissent à nouveau, en dépassant les problèmes internes au groupe, afin de réaliser quelque-chose qui marque leur soutien à leur peuple,. Le groupe se décide à jouer ensemble une chanson écrite et composée par Malakian, Protect the Land. Toutefois, le manager de SOAD, bien que soulignant l'importance que recouvre le message délivré par le groupe dans le contexte de guerre en Haut-Karabagh, exhorte les membres du groupe de compléter Protect the Land par un autre titre au son plus lourd. Les quatre membres du groupe s'entendent alors pour enregistrer également la chanson Genocidal Humanoidz, le morceau faisant le mieux écho à Protect the Land.
Moins d'une semaine après l'envoi du message de Dolmayan et la décision prise par les quatre membres du groupe d'enregistrer ensemble, Dolmayan et Obadian entrent en studio avec Malakian, à Los Angeles,. Tankian, qui était encore en Nouvelle-Zélande, rejoint les trois autres membres du groupe au studio d'enregistrement le 11 octobre,. Chaque musicien commence à arranger sa propre partie,. Lors de la session d'enregistrement, les paroles d'origine de Genocidal Humanoidz ont été sensiblement modifiées par Malakian afin de parfaire le message que System of a Down souhaite délivrer à travers la réalisation du double single et d'autre part pour que Genocidal Humanoidz puisse s'harmoniser efficacement avec les textes du premier titre face A. L'auteur-compositeur de la chanson change notamment le texte d'un couplet et y incorpore le mot « humanoïdes ». L'idée de faire cet ajout lui est venu de l'ancien catcheur et manager Bobby Heenan, lequel haranguait le public en utilisant le terme humanoïdes de la même manière que s'il avait employé le mot « stupides ». En outre, Malakian remplace le passage « Terrorists are coming » par « Terrorists we're fighting ».

## Sortie du single

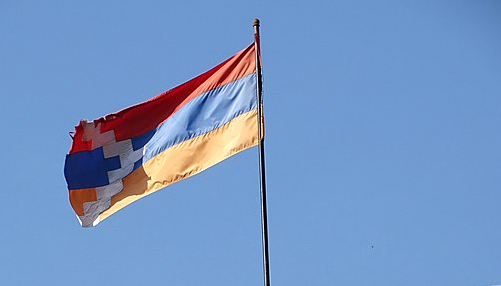
Le drapeau du Haut-Karabagh dont une représentation illustre la pochette du double single.

Le 6 novembre 2020, le single Genocidal Humanoidz est publié en B-side de Protect the Land en formats CD double single Face A, numérique sur Bandcamp,,, puis DSP et vinyle 45 tours le 2 décembre 2020. C'est la première réalisation du groupe de metal alternatif depuis 15 ans après la sortie de leur cinquième album studio Hypnotize, en novembre 2005,,,,,. L'illustration de la pochette est exécutée par Shavo Odadjian, le bassiste de System of a Down,. La couverture de la pochette est ornée d'une représentation du drapeau de la République d'Artsakh et du monument Nous sommes nos montagnes, bâtiment qui se dresse dans la capitale du Haut-Karabagh, Stepanakert. L'animation de la bande-son officielle de la chanson est co-réalisé par David Scott Bradford (arz),,,.

Dans un communiqué publié sur leur site web et sur Bandcamp le jour même de la sortie du double single, le groupe, à l'unisson, déclare : 

« Nous, en tant que System Of A Down, venons de sortir de la musique pour la première fois en 15 ans. Le moment est venu pour nous-quatre de nous unifier et de nous exprimer à une voix. Ces deux chansons, ‘Protect The Land’ et ‘Genocidal Humanoidz’, dénoncent une guerre qui a lieu au sein de nos pays d’origine : Artsakh et l’Arménie. »

— System of a Down, 2020.
 Dans ce communiqué, SOAD exprime également son espoir que leurs fans écouteront ces nouvelles chansons et leur enjoint de dénoncer « les injustices horribles et sur les violations des Droits de l’Homme qui ont lieu actuellement dans cette région du monde » […] et « de ce qui devient de plus en plus un crime contre l’Humanité. ». Dans cette déclaration, le groupe de Metal américain précise en outre que « les régimes corrompus actuels d’Aliyev en Azerbaïdjan et d’Erdogan en Turquie veulent non seulement revendiquer l’Artsakh et l’Arménie comme les leurs, mais commettent pour cela en toute impunité des actes génocidaires sur les humains comme sur la faune sauvage »,. Le groupe ajoute que « l’ensemble des revenus générés seront utilisés pour fournir l’aide cruciale et désespérément nécessaire ainsi que des provisions basiques à tous ceux qui sont affectés par ces actes hideux » via l'Armenia Fund,.
La sortie du double single a permis de récolter 600 000 $. Le fruit de cette collecte de charité a été reversée à l'Armenia Fund (en) et a permis de donner aux populations civiles arméniennes touchées par la guerre survenue dans le Haut-Karabagh en septembre 2020 un soutien financier venant s'ajouter aux aides humanitaires,,,,,,.

## Analyse et réception critique

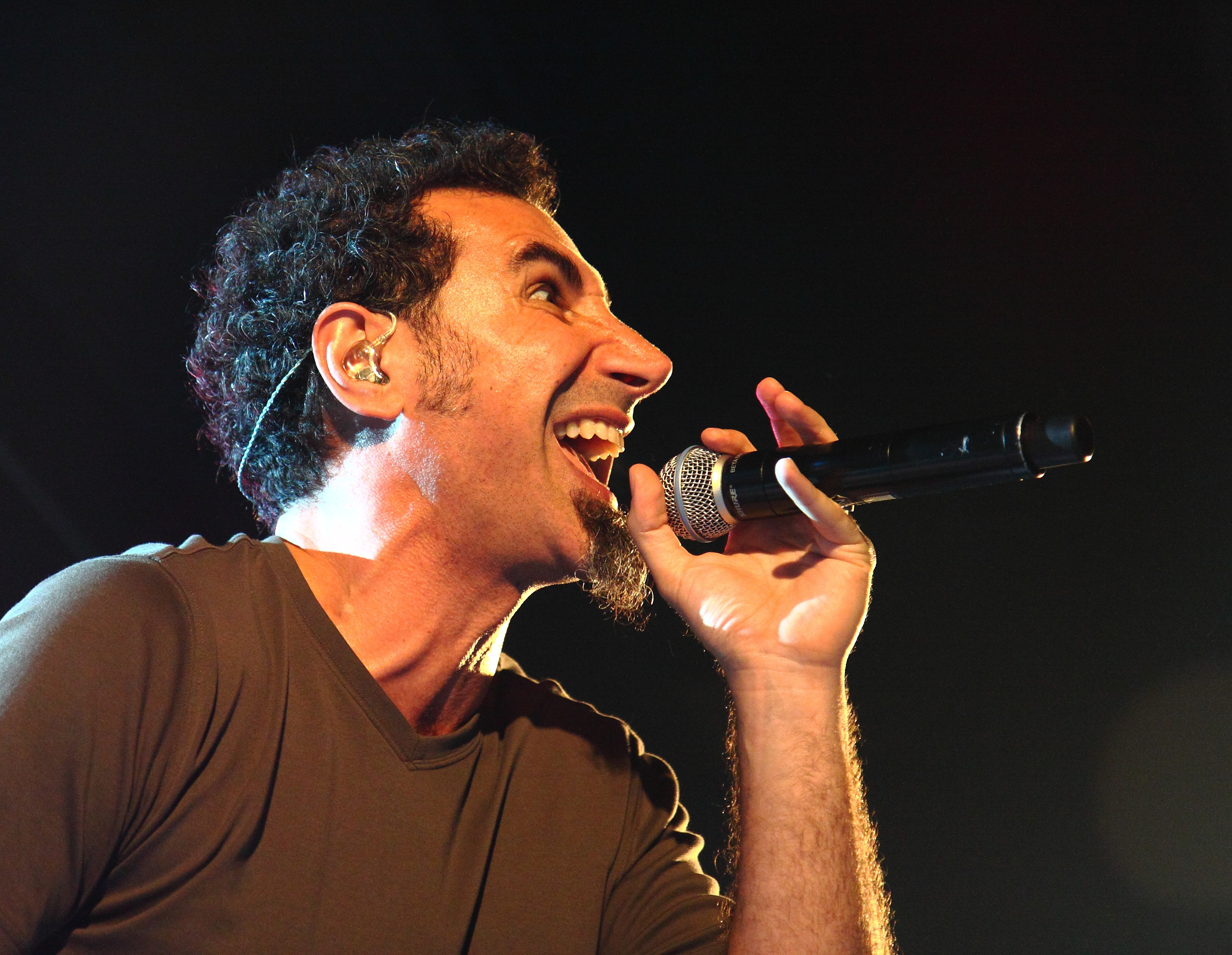
Le chanteur principal Serj Tankian développe une grande énergie et des harmonies vocales frénétiques et rapides dans la chanson Genocidal Humanoidz.

Selon Jose Chavez du quotidien The Guardian, plutôt satisfait par la réalisation de Genocidal Humanoidz — il évalue la chanson à presque 10/10 —, des auditeurs occasionnels et inhabitués de System of a Down qui entendraient juste prononcer le titre du single face B « n'oseraient pas s'aventurer à toucher au genre du nu metal même avec une perche de 9 pieds ». Pour le journaliste, le morceau illustre parfaitement « le doigt d'honneur que fait System of a Down aux pays impliqués et complices du génocide arménien ». Par ailleurs, Chavez met en exergue la « grande énergie » développée par la voix du chanteur principal associée aux textes glaçants du morceau qui, sous l'angle des frappes de drones qui ont fait démarrer la guerre en Artsakh en septembre 2020, la plaquent à l'Azerbaïdjan et à la Turquie. Il ajoute que System of a Down, à travers les paroles « Guess who’s coming over to dinner / The genocidal humanoids / Teaching warfare to their children /The bastards that will be destroyed » (« Devinez qui vient dîner / Les humanoïdes génocidaires / Enseignant la guerre à leurs enfants / Les bâtards qui seront détruits »), estime que les actions diplomatiques effectuées avec l'Azerbadjian et la Turquie sont « stériles » et « insipides ». Sur le plan compositionnel, Chavez analyse que Malakian, pour concevoir la mélodie du couplet du morceau, adopte une théorie musicale simple : le guitariste plaque un accord C#m (do mineur) en tonique (1er degré) qu'il fait monter sur l'échelle musicale jusqu'à la médiante puis fait passer directement en dominante pour redescendre enfin au 1er degré. Pour le journaliste du Guardian, cette application de théorie musicale, que Malakian pratique « avec intelligence », « rend hommage » à la chanson Holy Mountains — titre figurant sur l'album Hypnotize et qui évoque également le génocide arménien —,, et dont le couplet est pareillement structuré. Finalement, pour Chavez, qui marque sa nette préférence pour Genocidal Humanoidz par rapport à Protect the Land, 

« c'est un thrasher, c'est accrocheur, et c'est définitivement un pas dans la bonne direction musicale. »

— Jose Chavez, The Guardian, 2020.
Kory Grow, du journal Rolling Stone, met en perspective que vers le milieu de la chanson, à la ligne de paroles « Persecution ends now » (« La persécution se termine maintenant »), Malakian empoigne son instrument « comme une arme à feu » avant que les quatre musiciens s'ébranlent dans un déluge de riffs de style black metal, et que Tankian se mette à chanter : « Devinez qui vient dîner ? Les humanooooïdes génocidaires ». Pour le journaliste du Rolling Stone, Genocidal Humanoidz possède une « ambiance qui capte l'imprévisibilité spasmodique de la meilleure musique du groupe ».

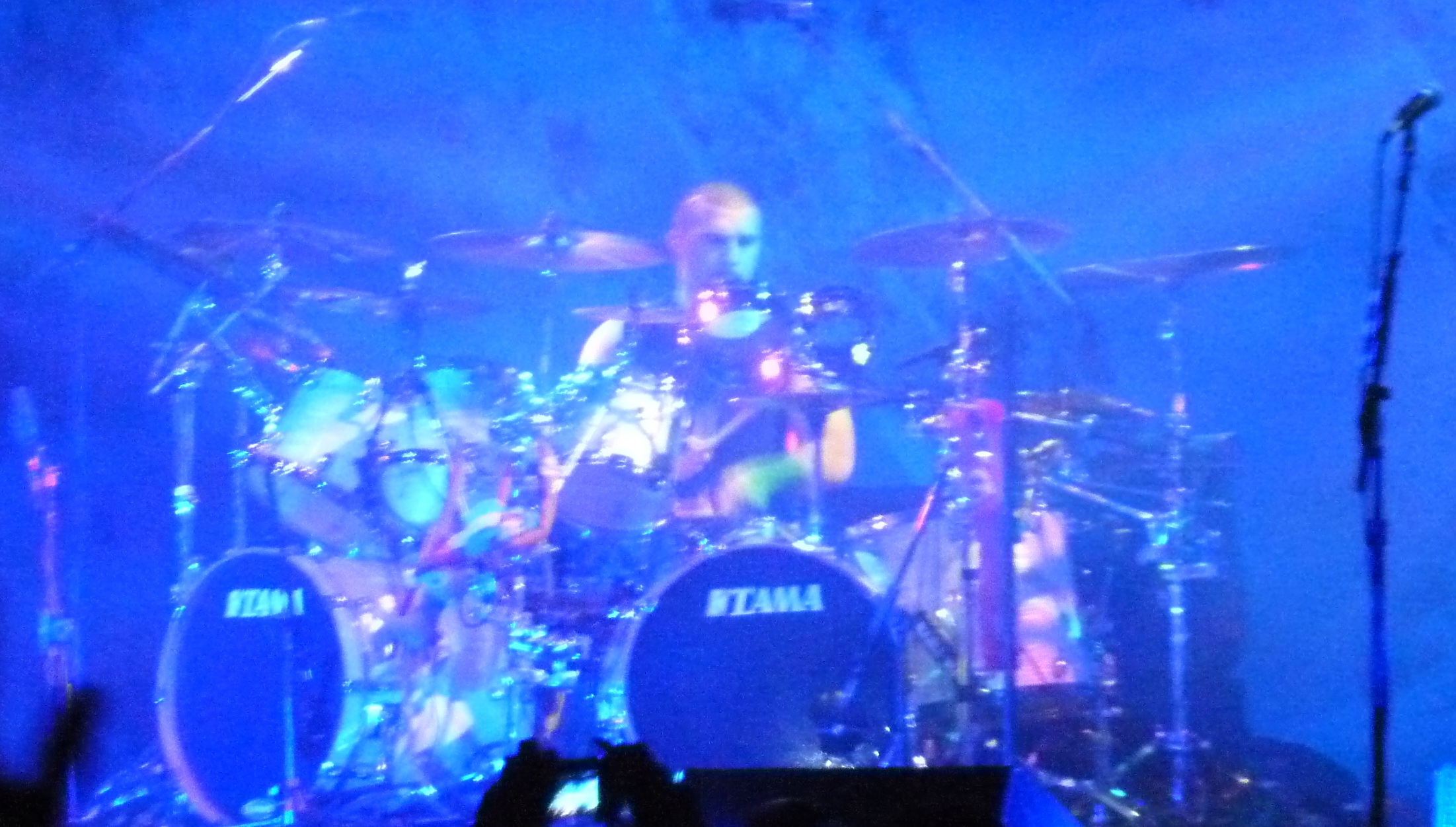
John Dolmayan déploie un jeu de batterie énergétique et explosif dans la chanson Genocidal Humanoidz.

Pour Luke Morton, du magazine spécialisé Kerrang!, la chanson fait écho aux toutes premières réalisations du groupe de metal. Morton, qui met en exergue le rythme beaucoup plus soutenu que celui du morceau de la face A double single, Protect the Land, souligne que Genocidal Humanoidz « frappe fort au niveau lyrique et sonore, flirtant même avec le black metal » notamment vers le milieu de la chanson, en enclenchant un beat de batterie explosif qui entame un virage pouvant s'apparenter à une épreuve du
« cirque antique ». Morton ajoute que, bien que les paroles de la chanson soient fortement ancrées dans la métaphore, comme avec les lignes « The prostitutes who prosecute » (« Les prostituées qui nous poursuivent »), ou encore « Who’s coming over for dinner? » (« Devinez qui vient diner ce soir ? »), le morceau, dont le titre désigne sans ambiguïté les troupes militaires azerbaïdjanaises et turques, a atteint l'objectif de cibler ce contre quoi System of a Down s'est toujours engagé à dénoncer tout au long de sa carrière.

Pour Jacob Harman, du The Courier (en), la chanson sonne comme un « classique » parmi les productions de SOAD du début des années 2000, tant par les riffs « sauvages » exécutés par Malakian, que par les harmonies vocales rapides de Tankian — quoique, objecte le journaliste de The Courrier, la voix du chanteur principal soit plus linéaire et manque d'un peu de « chutzpah » —, et fait écho à l'opus Toxicity. À l'instar de Morton de Kerrang!, Harman souligne l'usage de la métaphore dans l'écriture des paroles, tel que dans la ligne « Beating the devil, we never run from the devil, we never summoned the devil » (« Plus fort que le diable, nous ne fuyons jamais le diable, nous n'avons jamais invoqué le diable »), le diable incarnant les pays ayant perpétrés des crimes de guerre dans les territoires arméniens. Le rédacteur du Courier complète son analyse du morceau en mettant en perspective que le pont musical qui termine Genocidal Humanoidz, appuyé par des blast beats au rythme soutenu et trouvant ses racines dans le black metal, 

« montre une volonté de continuer à évoluer artistiquement et ajoute de nouveaux éléments à leur son malgré n'avoir fait aucune sortie en 15 ans. »

— Jason Harman, The Courier, 2020.
Pour Merlin Alderslade, du magazine spécialisé Metal Hammer, Genocidal Humanoidz immerge l'auditeur dans la musique la plus lourde, la plus effrayante et la plus frénétique que puisse produire le groupe de metal alternatif. Alderslade met en avant que la chanson se développe sur des « riffs tranchants comme des rasoirs » qui se conjuguent aux harmonies vocales du chanteur principal semblables à des « hurlements frénétiques », le tout s'enchaînant à « un rythme fulgurant ». À l'instar de Grow, de Morton et d'Harman, Alderslade met en lumière le pont musical du morceau, qu'il qualifie de « fusion d'un trémolo et d'un blast beat chargé de metal extrême ». À cet égard, Alderslade souligne la performance extrêmement énergétique du John Dolmayan et ajoute que le batteur de SOAD, tout en percutant les fûts et cymbales de son instrument, le kit de batterie tenant encore debout, exécute un jeu « aussi serré qu'un étranglement de Khabib Nurmagomedov ».
En écho aux analyses de Grow, Morton et Harman, Clara Lemaire, de la revue musicale Rock & Folk, souligne la « vibe black metal » de Genocidal Humanoidz, chanson que la journaliste estime « efficace ».
Avec Genocidal Humanoidz, remarque Alex Sievers du webzine musical KillYourStereo, System of a Down puise dans son répertoire le plus punk et le plus métalleux. Pour Sievers, le morceau, en regard de la structure de ses riffs, de son atmosphère générale, des aller-retours entre le chant de Tankian et celui de Malakian, ainsi que de son rythme soutenu, sonne comme une « version plus courte de B.Y.O.B. », voire comme un prolongement de ce single anti-militariste tiré de l'album Mezmerize,. Sievers complète le parallèle entre les deux chansons en observant qu'autant B.Y.O.B. a été une « protestation anti-guerre » sous la présidence de George W. Bush, autant Genocidal Humanoidz se révèle être une « protestation anti-guerre » contre les pays offensifs durant l'invasion du Haut-Karabagh en 2020. En faisant une autre comparaison, Sievers, qui marque sa nette préférence du morceau par rapport à Protect the Land, met en perspective qu'autant le single face A est une chanson de solidarité, autant Genocidal Humanoidz, plus « riffant », est une chanson de « résistance ».

## Clip vidéo et concert en livestream

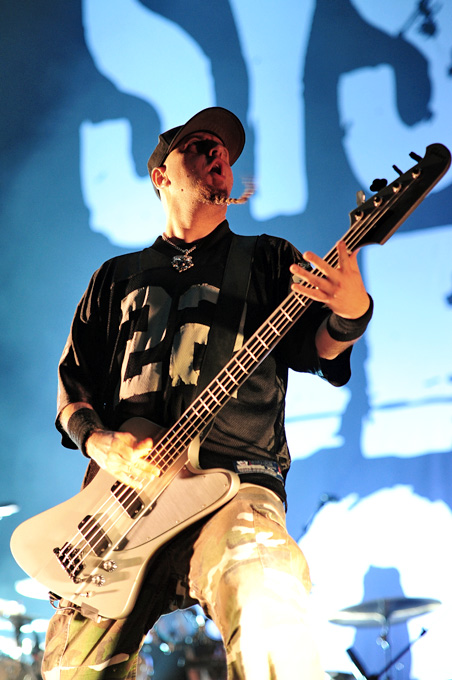
Le bassiste Shavo Odadjian a co-réalisé un clip vidéo épileptique et nerveux pour Genocidal Humanoidz.

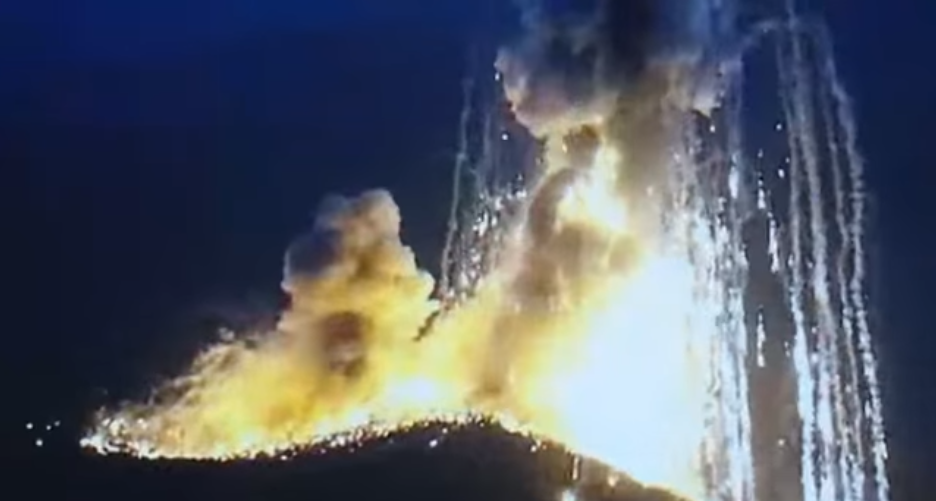
Arrêt sur image d'un bombardement au phosphore blanc en Arstakh en 2020.

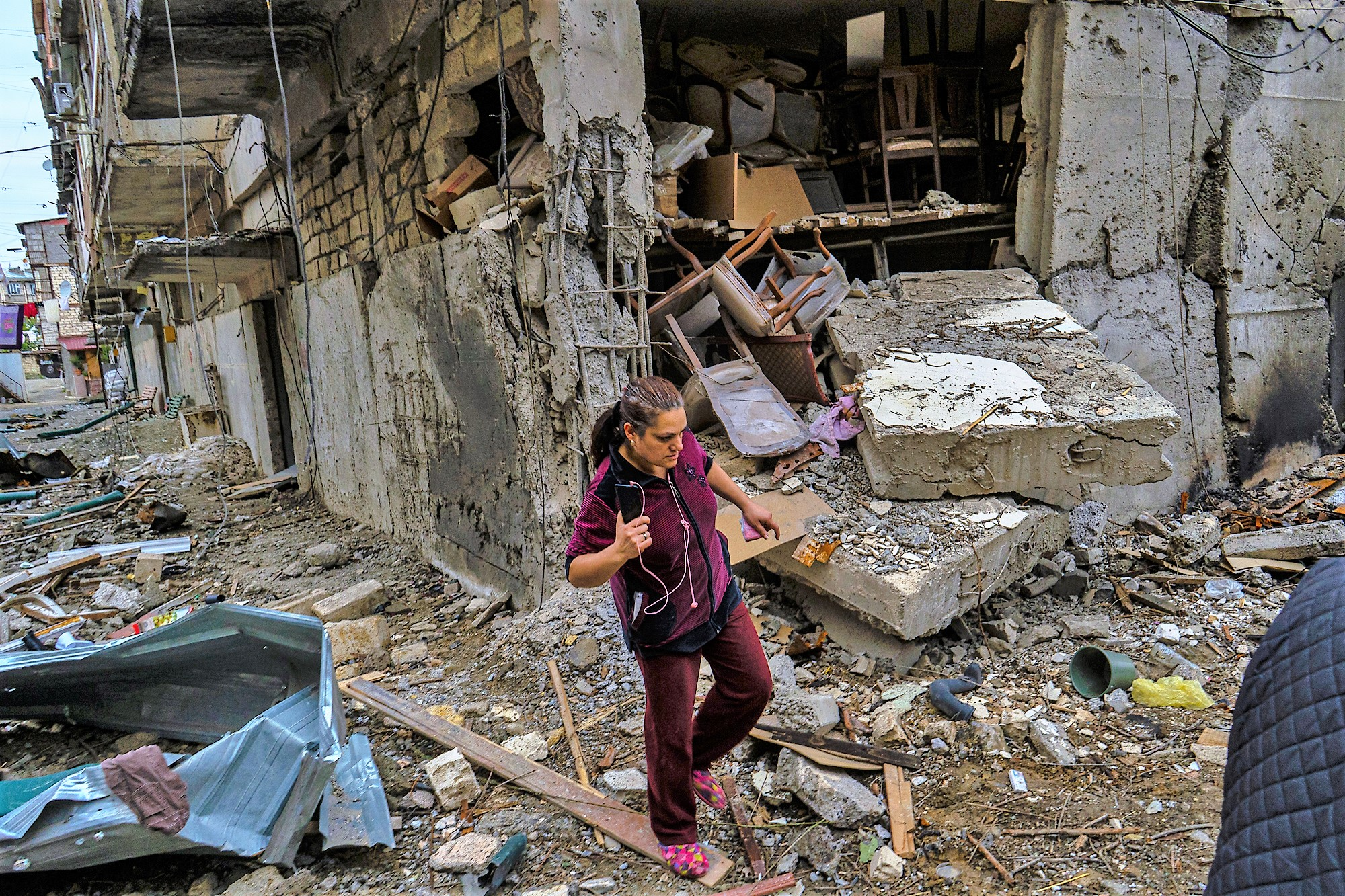
Photo montrant une civile arménienne au milieu de décombres de bâtiments détruits lors de la guerre de 2020 en Artsakh.

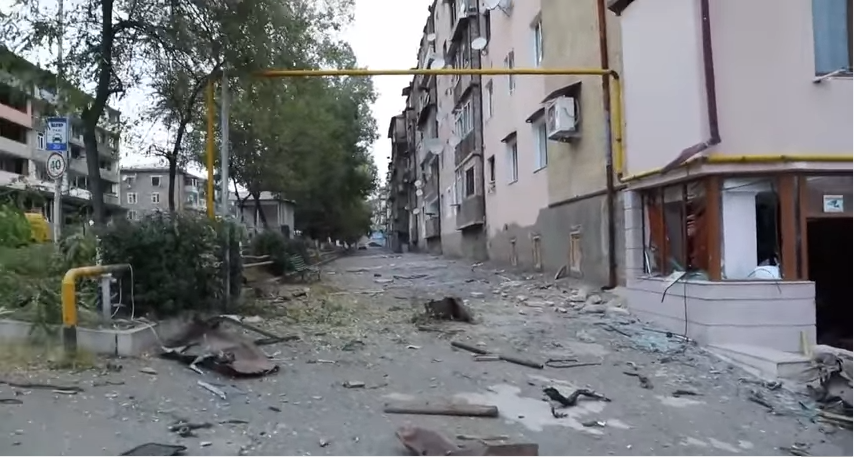
Arrêt sur image d'une rue de Stepanakert après un bombardement filmée début octobre 2020.

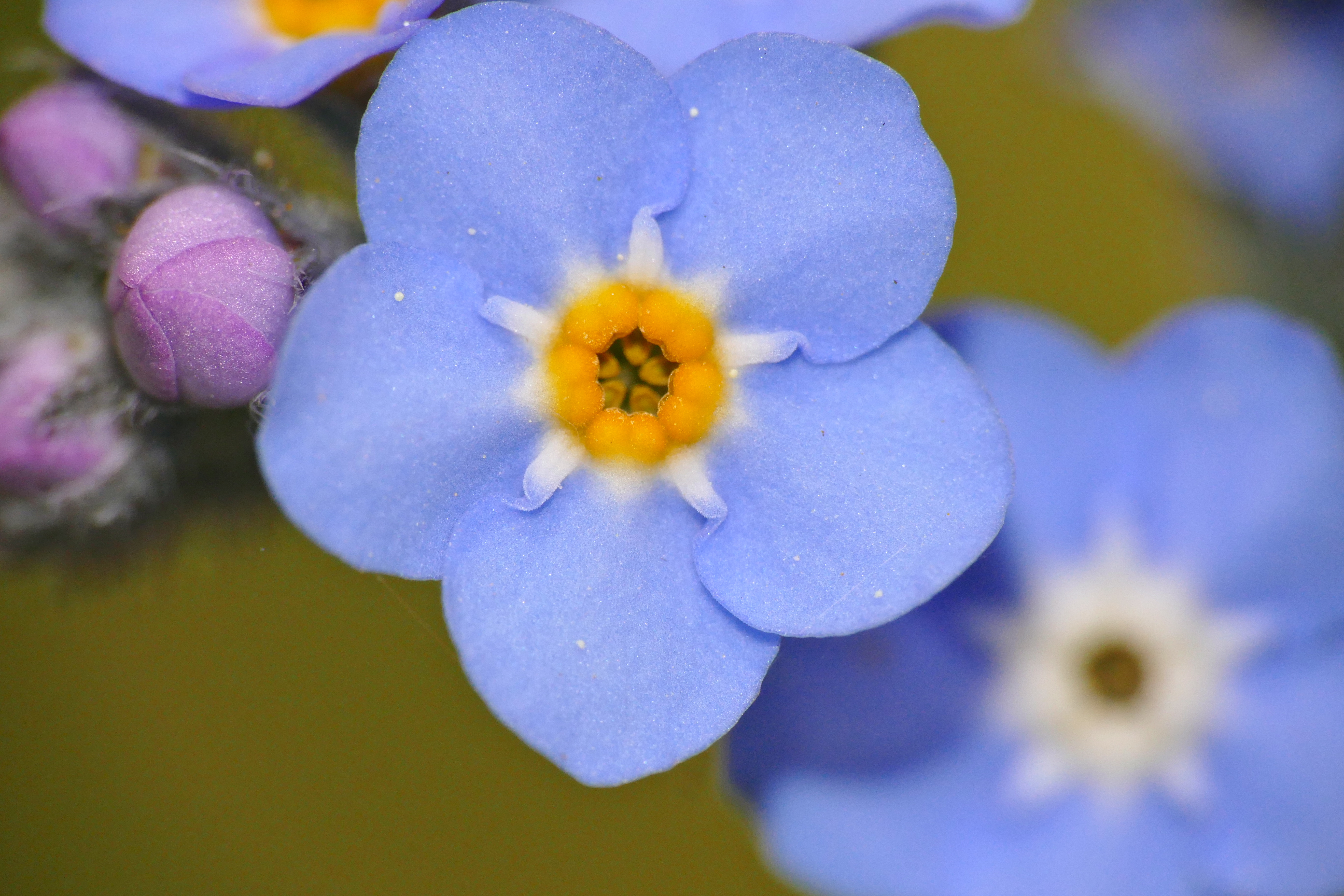
Le Myosotis, symbole du centième anniversaire du génocide arménien, apparaît dans le film animé du clip.

Le clip vidéo de la chanson a été présenté en avant-première le 30 janvier 2021, au cours d'un concert en livestream à but caritatif destiné à lever des fonds pour fournir des prothèses au millier de soldats arméniens amputés durant le conflit de 2020 ainsi qu'un traitement permettant de soigner les hommes de l'armée du Haut-Karabagh affectés par des brûlures au phosphore blanc,,,. Le concert a été entrecoupé par des interviews de plusieurs personnalités spécialistes de la question humanitaire et géopolitique arménienne et sur l'aide humanitaire fournie aux soldats arméniens blessés. Parmi ces personnalités invitées par le groupe de heavy metal sont notamment intervenus Maria Mehranian, déléguée à l'Armenia Fund ; Sebu Simonian (en), chanteur, parolier et musicien arméno-américain ; Araksya Karapetyan (en), une personnalité audiovisuelle de KTTV ; le Dr Lilit Garibyan, directrice de Face Of Angel, ONG qui a permis la mise en œuvre des soins au laser destinés aux soldats arméniens ; Narek Mkrtchyan, un parlementaire arménien ; Adam Mason ; et le lieutenant Sargis Stepanyan de l'association caritative Armenian Wounded Heroes Fund,,,. Le concert de charité a permis de collecter 257 000 $.
Le clip vidéo, « épileptique » et « nerveux », a été co-réalisé par le bassiste du groupe Shavo Odadjian et Adam Mason, du studio Deep Sky Animation,,,,,. Le vidéo clip alterne des séquences animées en noir et blanc représentant des civiles plongés dans le conflit du Haut-Karabagh de septembre 2020 et des scènes filmées montrant les membres de System of a Down évoluant en live,,,,,. Le film animé a pour personnage principal un petit garçon évoluant dans un paysage urbain investi par des démons et ravagé par la guerre,,,,. L'enfant, aidé par les habitants de la ville en ruine, possède la capacité de vaincre le mal. Pour Katrina Nattress, du magazine Spin, dessin animé met en évidence la « résilience » du peuple arménien.
Venant en contraste avec les personnages et les arrière-plans représentés en noir et blanc, le film animé comporte des éléments métaphoriques colorisés comme une fleur pourpre — le Myosotis, symbole du centième anniversaire du génocide arménien — et les yeux rouges des démons,. Ces éléments, apparaissant dans un premier temps de manière fugace, gagnent en importance au fur et à mesure que se déroule l'histoire. Afin de plonger le spectateur au cœur de la fiction, des plans à caractère dramatique ont été employés pour mettre en exergue les instants-clés de l'histoire tels que la séquence dans laquelle les démons surgissent dans la ville et lorsque le garçon est entouré des autres citadins arméniens. Ces instants-clés, destinés à créer un stimulus chez le spectateur, ont été réalisés grâce à des techniques d'animation en 2D et en 3D ainsi que par le biais de captures de mouvement.

## Classements
| Pays       | Intitulé du classement                        | Durée du classement | Meilleur classement |
| ---------- | --------------------------------------------- | ------------------- | ------------------- |
| Australie  | Digital Tracks (ARIA)                         | 1 semaine           | 27e                 |
| Canada     | YouTube Top 100 Songs                         | 1 semaine           | 64e                 |
| Canada     | iTunes Top Rock 100 Songs                     | 1 semaine           | 11e                 |
| États-Unis | Alternative Songs sales                       | 2 semaines          | 5e                  |
| États-Unis | Hot Hard Rock Digital Songs sales (Billboard) | 2 semaines          | 2e                  |
| États-Unis | Digital Songs Sales (Billboard)               | 1 semaine           | 24e                 |
| États-Unis | Hot Hard Rock Songs (Billboard)               | 2 semaines          | 2e,                 |
| États-Unis | Hot Rock & Alternative Songs (en) (Billboard) | 1 semaine           | 15e                 |
| France     | Top Singles & Titres (Charts in France)       | 1 semaine           | 27e                 |
| Grèce      | Apple Music Top 100 Rock Songs                | 1 semaine           | 14e                 |
| Hongrie    | Single Top 40                                 | 1 semaine           | 14e                 |

Le single face B de System of a Down démarre également à la deuxième place du hit-parade américain Hard Rock Digital Song Sales avec des ventes aux États-Unis totalisant 1 800 000 de lectures en continu et 5 000 téléchargements durant de la semaine allant du 6 au 12 novembre. En outre, durant la semaine du 21 novembre, Genocidal Humanoidz atteint la 5e place des ventes au hit-parade Alternative Songs et reste classé 2 semaines dans ce chart américain du Billboard. La chanson parvient en 15e position du hit-parade Hot Rock & Alternative Songs (en) au cours de la même semaine.
Kevin Rutherford, du magazine Billboard met ces résultats en perspective par rapport aux autres titres de SOAD en objectant que les hits-parades Hot Hard Rock et Hard Rock Digital Song Sales ont été respectivement créés en 2007 et 2020, soient à des dates postérieures aux dernières sorties du groupe de metal alternatif ainsi qu'à celles du début des années 2000.
D'autre part, Genocidal Humanoidz ne figure pas dans le classement des 20 meilleures chansons de System of a Down établi par la rédaction du magazine spécialisé Kerrang! en date du 6 novembre 2020 ni dans celui de AllMusic listant les 25 meilleurs titres du groupe de metal alternatif.

## Pour approfondir
: document utilisé comme source pour la rédaction de cet article.